# Mirošovice
Mirošovice (en allemand : Miroschowitz) est une commune du district de Prague-Est, dans la région de Bohême-Centrale, en République tchèque. Sa population s'élevait à 1 441 habitants en 2020.

## Géographie
Mirošovice se trouve à 10 km au sud-est de Říčany et à 29 km au nord-nord-est de Prague.
La commune est limitée par Kunice au nord-ouest, par Mnichovice au nord, par Hrusice à l'est, par Senohraby au sud et par Pyšely à l'ouest.

## Histoire
La première mention écrite de la localité date de 1250.

## Transports
Par la route, Mirošovice se trouve à 15 km de Říčany et à 33 km du centre de Prague.